# José Diego Álvarez
José Diego Álvarez Álvarez (* 21. Dezember 1954 in Monforte de Lemos) ist ein ehemaliger spanischer Fußballspieler.

## Spielerkarriere
Alvarez begann seine Karriere beim SD Eibar (Sociedad Deportiva Eibar), ehe er 1974 zu Real Sociedad San Sebastián wechselte. Er wurde bei den Basken zwei Mal spanischer Meister und gewann zudem 1982 den spanischen Supercup. Alvarez beendete seine Karriere 1985.
International spielte er einmal für die spanische Auswahl. Er stand im Kader zur Fußball-Europameisterschaft 1980 in Italien, wo Spanien in der Gruppenphase ausschied.

## Erfolge
- Spanischer Meister (2): 1980/81, 1981/82
- Spanischer Superpokalsieger (1): 1982